# 哈羅澤

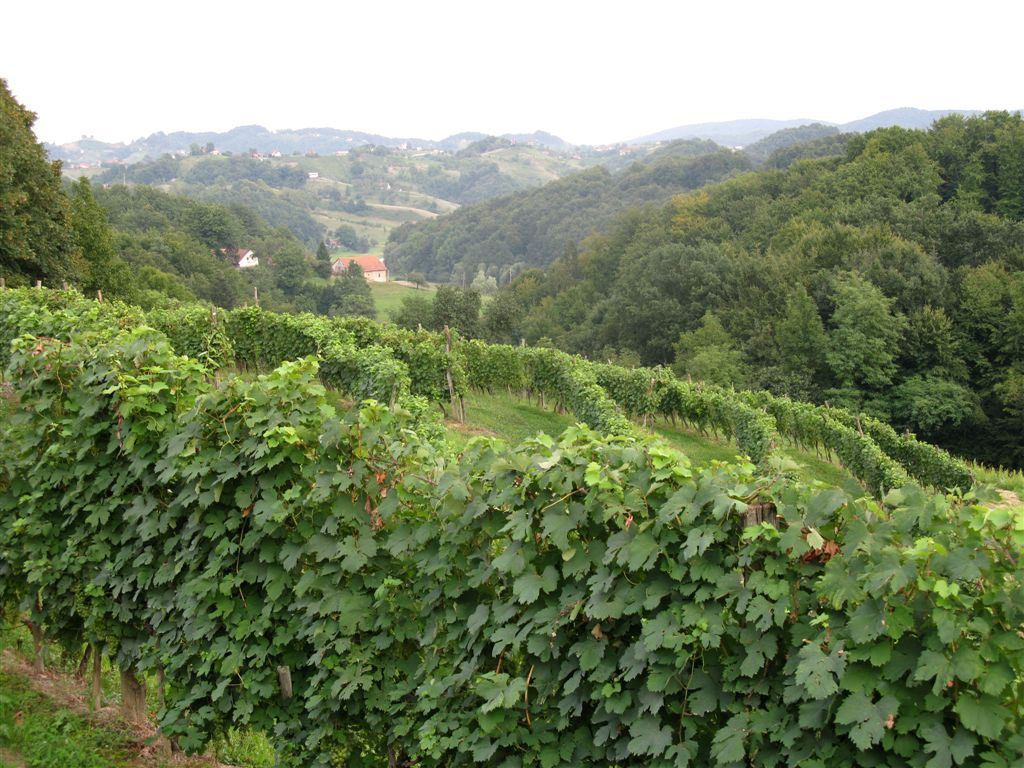
齊爾庫拉內區 Mali Okič 地區的葡萄園和樹木繁茂的山丘是典型哈羅澤景觀

哈羅澤（斯洛維尼亞語： 發音：[ˈxaːlɔzɛ]），是斯洛維尼亞的一個地理分區，位於該國東北部下施蒂里亞傳統地區的南側。

## 概述

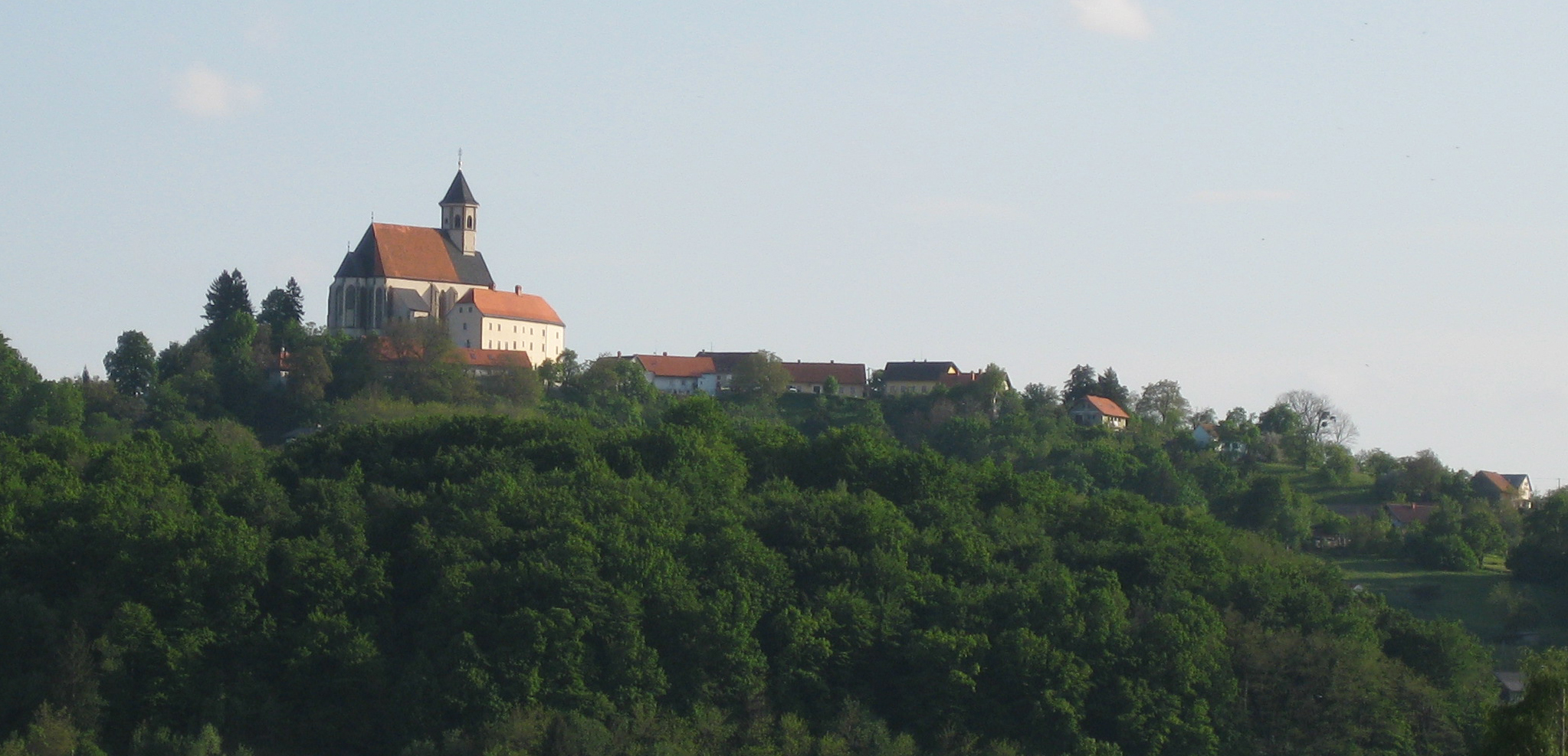
普圖伊山（Ptujska Gora），342公尺（1,122英尺），哈羅澤西端的山丘之一

哈羅澤是一片丘陵地帶，大致東西向，南邊與克羅埃西亞接壤，北邊是德拉維尼亞河和德拉瓦河。它總共包括大約300平方公里（120平方英里），大約21,000人居住在7個區（齊爾庫拉內區、戈里什尼察區、馬伊什佩克區、波德萊赫尼克區、維代姆區、薩弗爾奇區和熱塔雷區）。它從鄰近馬科萊的西端開始，沿著一條相對狹窄的西南－東北走向帶狀延伸至薩弗爾奇，長約40公里（25英里）。它的西部是茂密的山毛櫸和松樹林，而它的東部自古羅馬時代以來就是著名的葡萄種植區。

## 外部連結
- Haloze–Zagorje tourist zone
- Haloze.net （页面存档备份，存于）

46°22′10.83″N 15°56′8.41″E / 46.3696750°N 15.9356694°E